# Біокомунікація

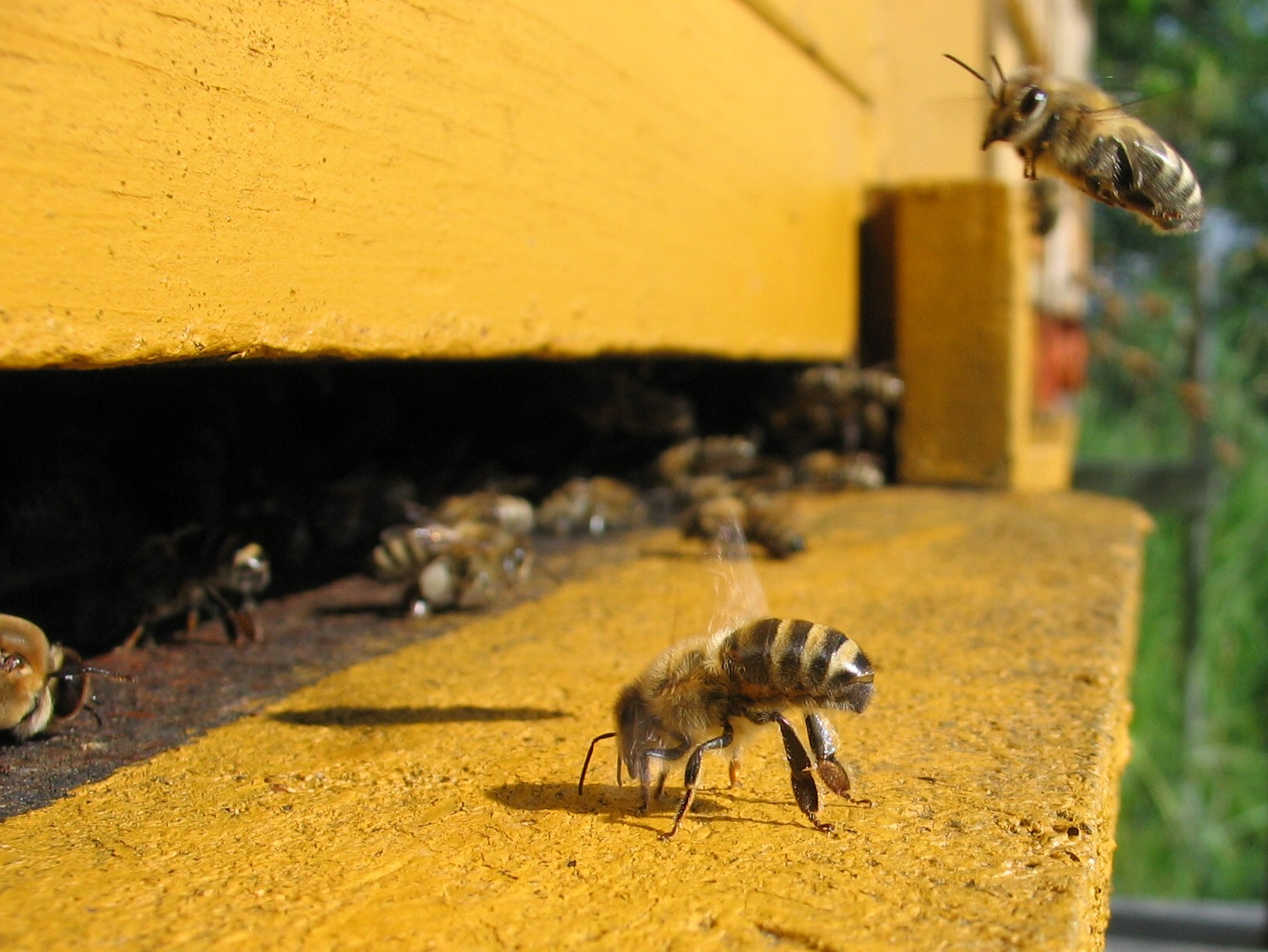
Бджоли

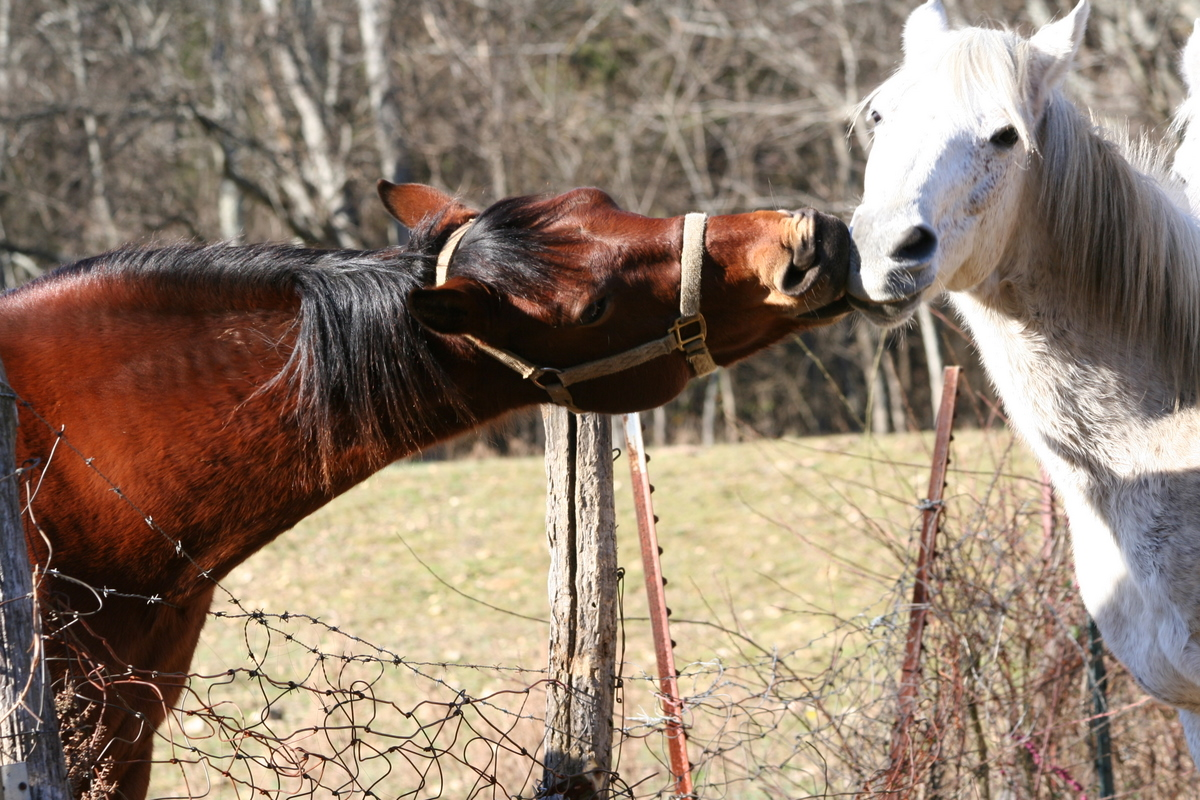
Тактильна комунікація (фізичний контакт один з одним) займає у гуртових видів тварин значну частину часу

Біокомунікація (від грец. bios — життя і лат. лат. communico — зв'язую, спілкуюся) — зв'язок, спілкування між особинами тварин одного або різних видів шляхом передачі інформації за допомогою різних сигналів.
Передача інформації (генерація) здійснюється спеціальними органами (голосовий апарат, пахучі залози, форма тіла, поза, забарвлення, поведінка тварини й таке інше). Прийом інформації (рецепція), здійснюються на сенсорному рівні органів нюху, смаку, зору, слуху, електро-, термо-, механо- і ін. спеціальними рецепторами. Передавані сигнали обробляються в різних частинах нервової системи, зіставляються (інтегруються) в її вищих відділах, де формується у відповідь на подразник реакція організму.
Спілкування тварин, біокомунікація, зв'язки між особинами одного або різних видів, що встановлюються за допомогою прийому вироблених ними сигналів. Ці сигнали (специфічні — хімічні, механічні, оптичні, акустичні, електричні та інші, або неспецифічні — супутні диханню, руху, харчуванню тощо) сприймаються відповідними рецепторами: органами зору, слуху, нюху, смаку, шкірної чутливості, органами бічної лінії (у риб), термо- і електрорецепторами. Вироблення (генерація) сигналів і їх прийом (рецепція) утворюють між організмами канали зв'язків (акустичні, хімічні та ін.) для передачі інформації різної фізичної або хімічної природи. Інформація, що надходить по різних каналах зв'язку, обробляється в різних частинах нервової системи, а потім зіставляється (інтегрується) у її вищих відділах, де формується відповідна реакція організму. Спілкування тварин полегшує пошуки їжі й сприятливих умов проживання, захист від ворогів і шкідливих впливів. Без спілкування тварин неможлива зустріч особин різної статі, взаємодія батьків і потомства, формування груп (зграй, стад, роїв, колоній тощо) і регулювання відносин між особинами всередині них (територіальні відносини, ієрархія тощо).
Роль того чи іншого каналу зв'язку в спілкуванні тварин у різних видів неоднакова і визначається екологією і морфо-фізіологією виду, що склалися в ході еволюції, а також залежить від мінливих умов середовища, біологічних ритмів і ін. Як правило, спілкування тварин здійснюється при використанні одночасно декількох каналів зв'язку. Найбільш древній і поширений канал зв'язку — хімічний. Деякі продукти обміну речовин, що виділяються особиною в зовнішнє середовище, здатні впливати на «хімічні» органи чуття — нюх і смак, і служать регуляторами росту, розвитку і розмноження організмів, а також сигналами, що викликають певні поведінкові реакції інших особин. Так, феромони самців деяких риб прискорюють дозрівання самок, синхронізуючи розмноження популяції. Пахучі речовини, що виділяються в повітря або воду, що залишаються на ґрунті або предметах, маркують зайняту твариною територію, полегшують орієнтацію і зміцнюють зв'язки між співчленами групи (сім'ї, стада, рою, зграї). Риби, земноводні, ссавці добре розрізняють запахи особин свого та інших видів, а загальні групові запахи дозволяють тваринам відрізняти «своїх» від «чужаків».
У спілкуванні водних тварин важливу роль відіграє сприйняття органами бічної лінії локальних рухів води. Цей вид дистантної механорецепції дозволяє виявляти ворога або здобич, підтримувати порядок у зграї. Тактильні форми спілкування тварин (наприклад, взаємне чищення оперення або хутра) важливі для регуляції внутрішньовидових відносин у деяких птахів і ссавців. Самки та підлеглі особини зазвичай чистять особин-домінантів (переважно дорослих самців). У ряду електричних риб, міног і міксин створюване ними електричне поле служить для маркування території, допомагає при ближній орієнтації й пошуках їжі. У «неелектричних» риб в зграї утворюється спільне електричне поле, що координує поведінку окремих особин.
Візуальне спілкування тварин, пов'язане з розвитком світлочутливості і зору, зазвичай супроводжує утворення структур, які набувають сигнального значення (забарвлення і колірний візерунок, контури тіла або його частин) і виникнення ритуальних рухів і міміки. Так відбувається процес ритуалізації — формування дискретних сигналів, кожний з яких пов'язаний з певною ситуацією і має якесь умовне значення (загроза, підпорядкування, умиротворення та ін.), що зменшують небезпеку внутрішньовидових зіткнень. Бджоли, знайшовши медоносні рослини, здатні за допомогою «танцю» передати іншим збиральницям інформацію про місце розташування знайденої їжі і відстань до неї (роботи німецького фізіолога К. Фріша). Для багатьох видів складені повні каталоги їх «мови поз, жестів і міміки» — так звані етограми. Ці демонстрації часто характеризуються маскуванням або перебільшенням тих чи інших особливостей забарвлення і форми. Візуальне спілкування тварин відіграє особливо важливу роль у мешканців відкритих ландшафтів (степів, пустель, тундри); значно менше його значення у водних тварин і мешканців заростей.
Акустичне спілкування найрозвиненіше у членистоногих і хребетних. Його роль як ефективного способу дистантної сигналізації зростає у водному середовищі і в закритих ландшафтах (ліси, зарості). Розвиток звукового спілкування тварин залежить від стану інших каналів зв'язку. У птахів, наприклад, високі акустичні здібності властиві головним чином скромно забарвленим видам, тоді як яскраве забарвлення і складна демонстраційна поведінка зазвичай поєднуються з невисоким рівнем звукового спілкування. Диференціація складних звуковідтворювальних утворень у багатьох комах, риб, земноводних, птахів і ссавців дозволяє їм виробляти десятки різних звуків. «Лексикон» співочих птахів включає до 30 основних сигналів, що комбінуються між собою, що різко підвищує ефективність біокомунікації. Складна структура багатьох сигналів дозволяє розпізнавати персонально шлюбного і групового партнера. У ряду видів птахів звуковий контакт між батьками та пташенятами встановлюється, вже в той час, коли пташенята ще знаходяться в яйці. Зіставлення мінливості деяких характеристик оптичної сигналізації у крабів і качок і звуковий — у співочих птахів вказує на значну подібність різних типів сигналізації. Мабуть, пропускні спроможності оптичних і акустичних каналів порівнянні між собою.
Таким чином, комплекс сигнальних структур і поведінкових реакцій, в ході яких вони демонструються, утворює специфічну для кожного виду сигнальну систему. У вивчених видів риб число специфічних сигналів видового коду коливається від 10 до 26, у птахів — від 14 до 28, у ссавців — від 10 до 37. Явища, подібні ритуалізації, можуть складатися і в еволюції міжвидового спілкування. Як захист від хижаків, що розшукують здобич за запахом, у видів-жертв виробляються відлякуючі запахи та неїстівні тканини, а для захисту від хижаків, які користуються при полюванні зором, — відлякуюче забарвлення.
Системи комунікацій, якими користуються тварини, І. П. Павлов назвав першою сигнальною системою. Він підкреслював, що ця система є загальною для тварин і людини, оскільки для отримання інформації про навколишній світ людина використовує фактично ті ж системи комунікації.
Основна частина сигналів у тварин сильно залежить від виду, проте, серед них є і такі, які є інформативними і для представників інших видів. Так в Африці водопій одночасно використовується різними тваринами, наприклад, гну, зеброю і водяним козлом. Якщо зебра з її гострим слухом і нюхом чує наближення лева або іншого хижака, її дії також інформують про це сусідів по водопою.
Залежно від ступеня розвитку у тварин тих або інших органів чуття, при спілкуванні можуть використовуватися різні способи комунікацій.